# Aage Hagen
Aage Hagen er en dansk keyboardspiller, komponist, underviser og organisator, født 1953.
Han er bedst kendt for sin rolle som medlem af reggae-popgruppen Tøsedrengene, som han trådte ind i på initiativ fra sine barndomsvenner Henrik Stanley Møller og Klaus Kjellerup i 1979. I perioden med Tøsedrengene skrev han melodierne til flere af de kendte sange bl.a. reggae-hittet 'Et lysår - en stjerne' med tekst af Anne Dorte Michelsen.
Inden Tøsedrengene var han medlem af forskellige jazz-rock fusionsgrupper, bl.a. Pakhus 1 i perioden 1976-1979, samt gruppen Engine. Efter Tøsedrengenes opløsning i 1985 spillede Aage Hagen med The Franks, Thando Embalo og The Lejrbåls.
Op gennem 80erne arbejdede Aage Hagen i stigende grad som musikunderviser, bl.a. på Det Kongelige Danske Musikkonservatorium og på Center for Rytmisk Musik og Bevægelse i Silkeborg samt som leder af en række efteruddannelseskurser.
I 1996 blev han ansat som docent på Rytmisk Musikkonservatorium (RMC), i 1999 overgik han til en rent administrativ stilling som uddannelsesleder og international koordinator.
Som uddannelsesleder stod Aage Hagen i 2002 bag oprettelsen af den første uddannelse i music management i Danmark, ligesom han i 2009 startede den første sangskriveruddannelse på konservatorieniveau.
Som international koordinator tog Aage Hagen i 2005 initiativ til etableringen af AEC Pop Jazz Platform, et fagligt netværk under organisationen Association of European Conservatoires. Platformen har til formål at styrke videregående undervisning i pop, jazz og beslægtede genrer gennem internationale samarbejdsprojekter.
Siden 2016 har Aage Hagen deltaget aktivt i etableringen af Danish Songwriting Academy, en eliteuddannelse for kommercielle sangskrivere og producere.